# Cile ai Giochi della XI Olimpiade
Il Cile partecipò ai Giochi della XI Olimpiade, svoltisi a Berlino, Germania, dal 1º al 16 agosto 1936, con una delegazione di 40 atleti impegnati in otto discipline. Non furono conquistate medaglie.

## Risultati

### Pallacanestro
| Atleta | Classifica |
| --- | ---------- |
| V · D · M Nazionale cilena - Pallacanestro ai Giochi della XI Olimpiade Carrasco · Carvacho · González · Hernández · Ibaseta · Kapstein · Mehech · Ferrer · Salamovich · Toro · Watt · All. Erasmo López | 9°         |
| Nazionale cilena - Pallacanestro ai Giochi della XI Olimpiade |            |
| Carrasco · Carvacho · González · Hernández · Ibaseta · Kapstein · Mehech · Ferrer · Salamovich · Toro · Watt · All. Erasmo López                                                                         |            |